# Jon-Lars
Jon-Lars är en Hälsingegård i Långhed i Alfta socken, Ovanåkers kommun, och en av de sju Hälsingegårdar som den 1 juli 2012 kom med på Unescos lista över världsarv. Gården som fick sitt namn efter 1600-talsbonden Jon Larsson är i privat ägo och har nedärvts i samma familj sedan dess.
Utmärkande är huvudbyggnaden som är det största bevarade bostadshuset på någon Hälsingegård. Ena halvan av huvudbyggnaden har renoverats och nyttjas av ägarna, medan den andra står som museum. På gården finns totalt 11 K-märkta byggnader.

## Historia
Redan vid sekelskiftet 1800 var Jon-Lars en stor gård som skattade för 18 fönster. Gården brann ned i augusti 1851 och byggdes upp igen från och med 1852 eller 1853 då man började uppförandet av den väldiga huvudbyggnaden som delades av i symmetriska halvor för bröderna Olof och Anders Anderssons vardera hushåll. Sannolikt blev gården färdigbyggd 1857, om man får tro dateringen på brokvisten.
Byggnaderna på gården genomgick en omfattande renovering 1979–1980 och ytterligare en renovering i modern tid 1990 där man ogjorde en del tidigare renoveringar i ett försök att återställa delar av interiören till sin ursprungliga form. Spegeldörrarna avkläddes sina masonitskivor och gamla taklister som sparats i förråden restaurerades och sattes på plats.

## Exteriör
Yttermåtten på 22 x 10 meter gör Jon-Lars till den största av hälsingegårdarna och eventuellt den största historiska mangårdsbyggnaden på någon svensk bondgård. Kortsidorna av huvudbyggnaden är så pass breda att de har bevärdigats tre fullstora fönster i vart och ett av de tre våningsplanen. Även brokvisten är ovanligt tilltagen eftersom den skulle vara bred nog åt de två hushållens varsina entrédörrar. Såväl huvudbyggnaden som flera av gårdens övriga hus är byggda med mansardtak, vilket var på mode i trakten särskilt under 1850-talet. Saltboden är gårdens äldsta hus och tros ha uppförts 1649.

## Interiör
Gårdens tudelade arrangemang har på markplan varsin förstuga och tre egna rum utöver den gemensamma herrstugan som nyttjades vid festligheter. Den norra delen som ursprungligen tillhörde Anders har genomgått ett flertal renoveringar, medan Olofs södra sida har bevarat stora delar av den ursprungliga interiören. Väggarna dekorerades av dalmålaren Hans Ersson från Rättvik. Förstugans väggar är marmorerade, medan flera övriga rum är målade i skilda färger med rika utsmyckningar. På övervåningen finns två sängstugor med dörrar målade i mahognyimitation och med marmorerade öppna spisar. Den norra sängstugan är dekorerad med landskapsmålningar med mycket exklusivt blått pigment. Den södra sängstugans väggar har en marmorerad bröstpanel och är ovanför den klädda med en dyrbar limfärgstryckt tapet. Tapeten är sannolikt av franskt ursprung och bör ha satts upp 1858.

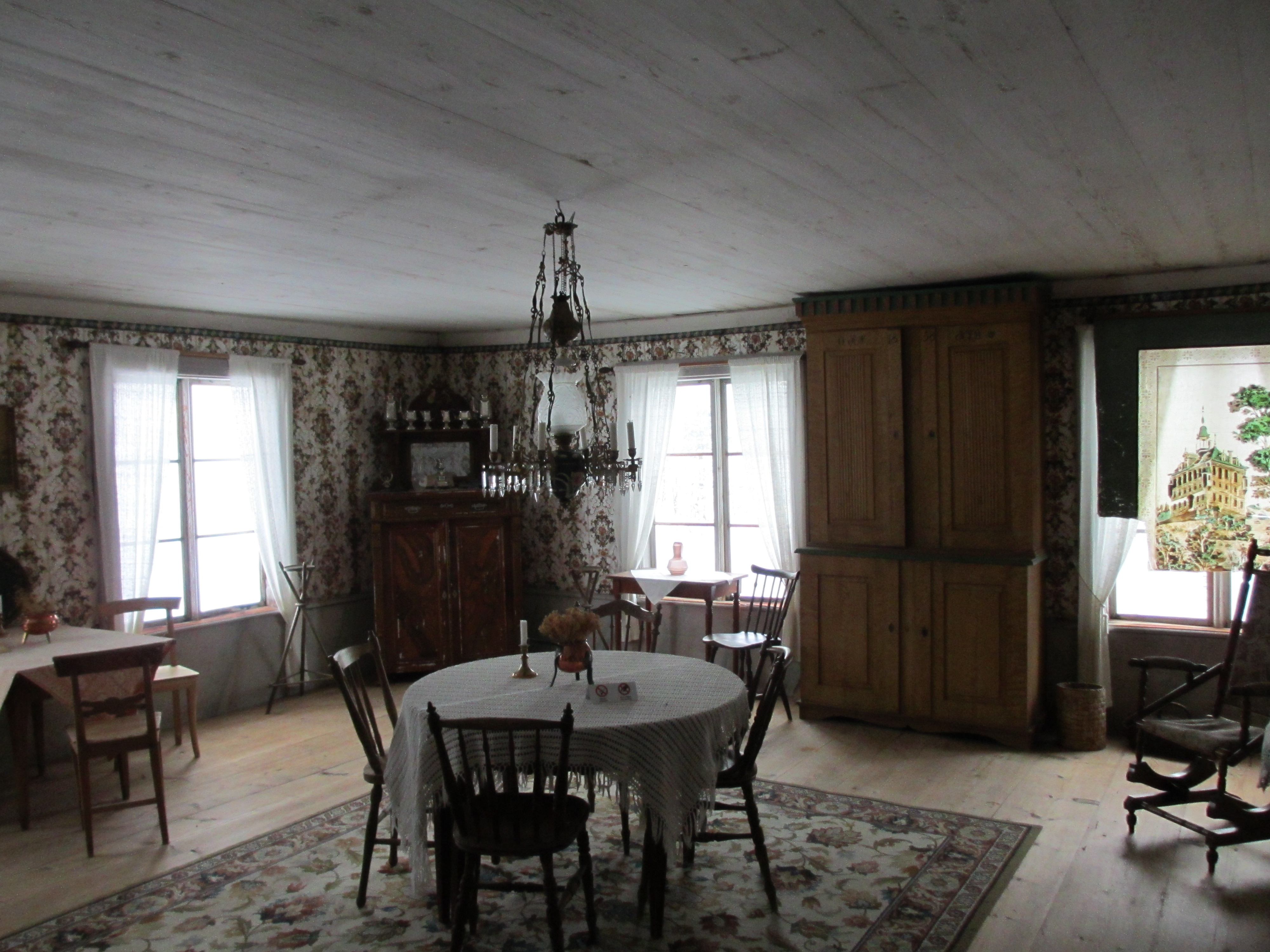
Tryckt papperstapet skymtas i gäststugan.
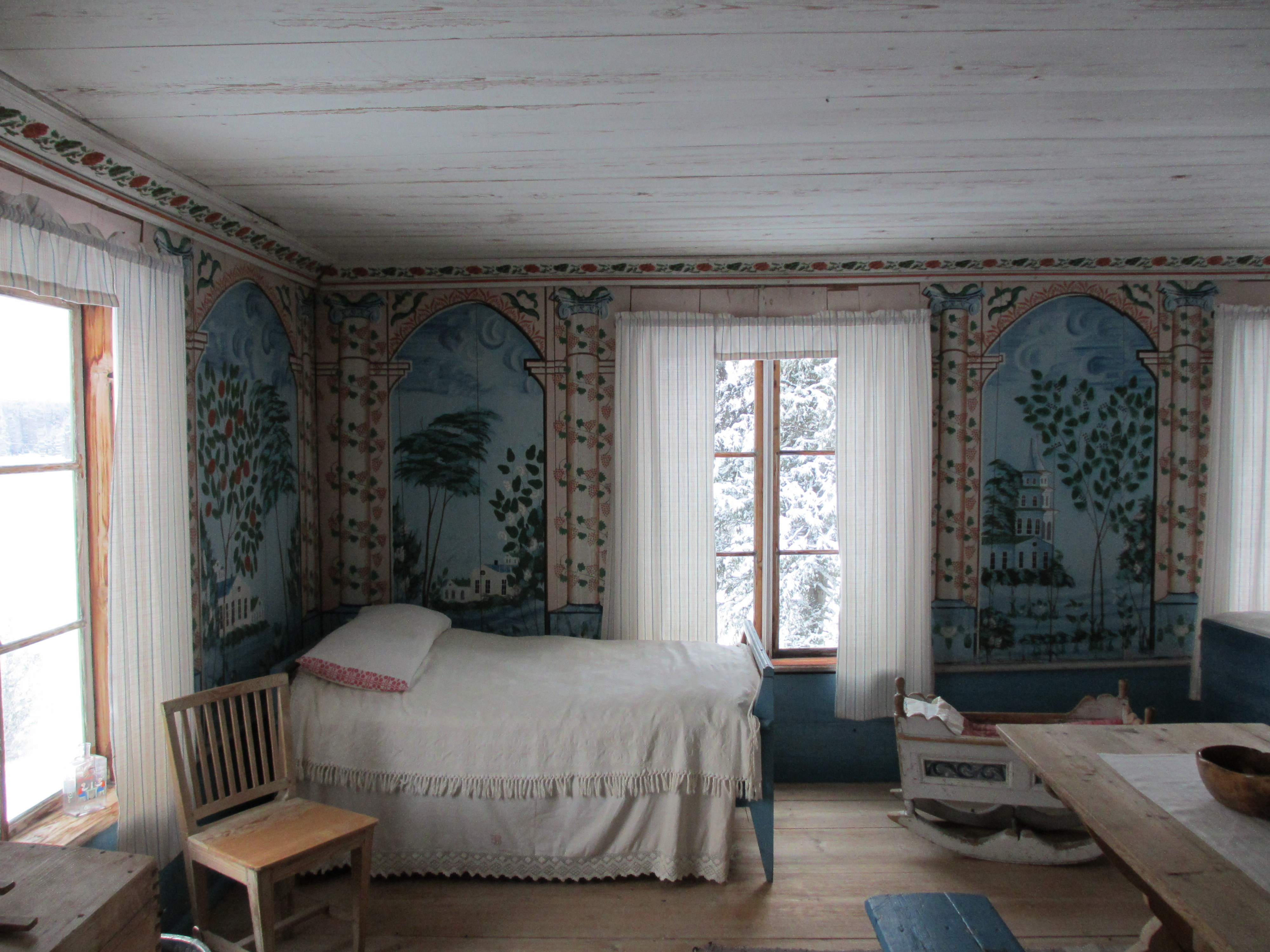
Norra sängstugans väggdekorationer.
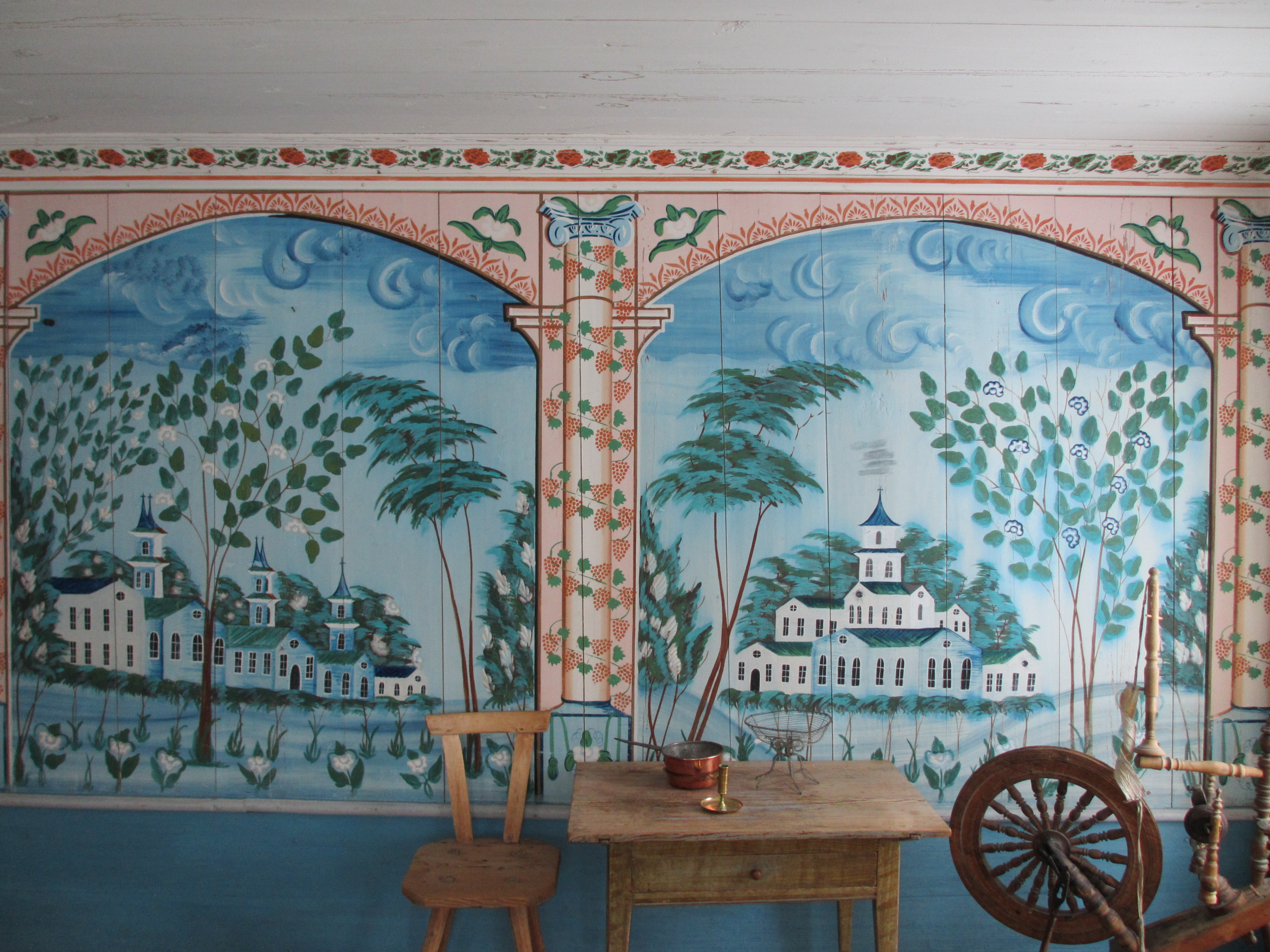
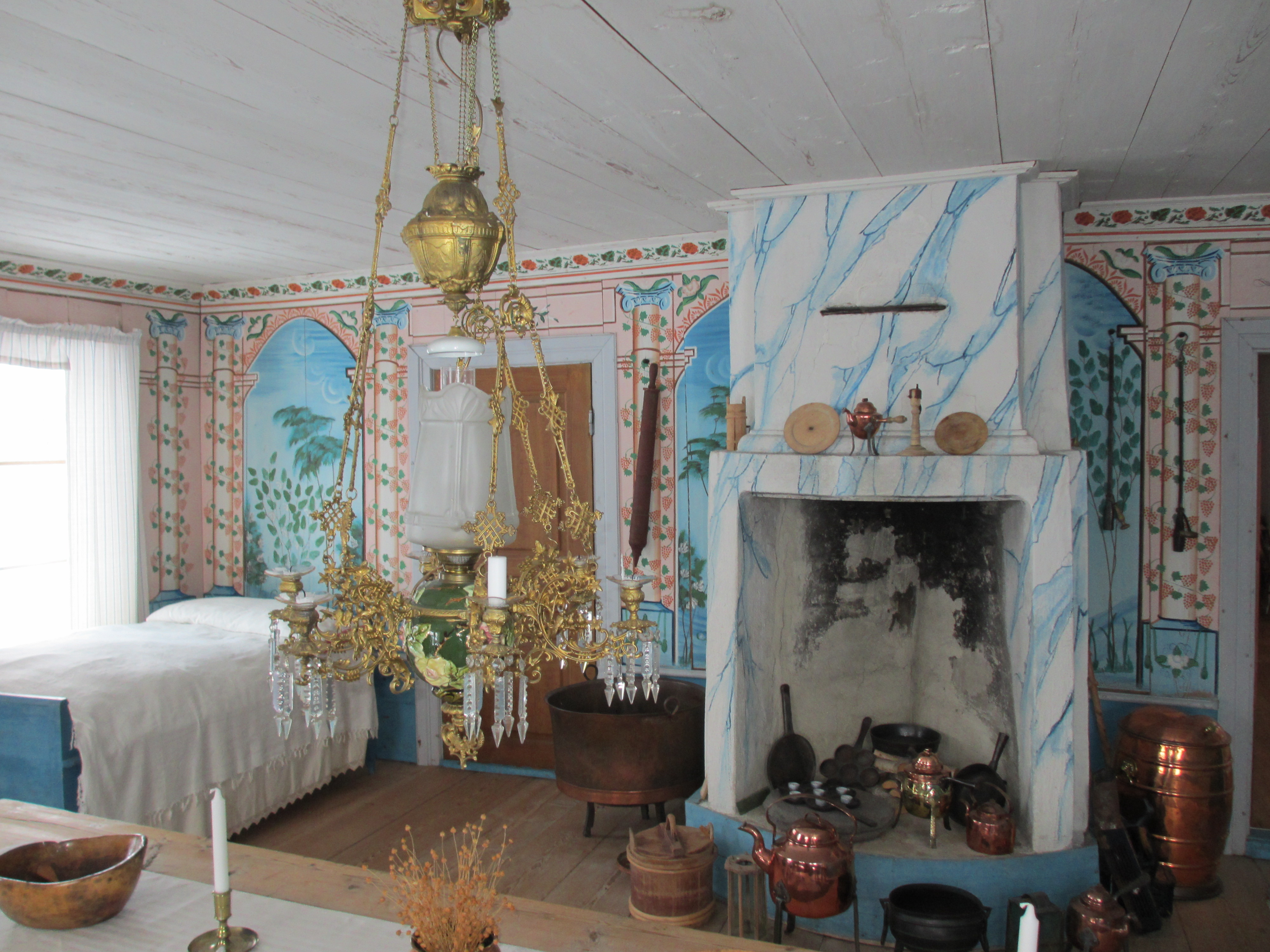
Marmorerad öppen spis i norra sängstugan.

### Fotnoter
1. ↑  Centre, UNESCO. ”Four natural and four cultural properties added to UNESCO’s World Heritage List on Sunday”. whc.unesco.org. http://whc.unesco.org/en/news/902/. Läst 21 juni 2015.
2. 1 2  Jonsson Herlitz 2013, s. 6.
3. 1 2 3  Jansson Herlitz 2013, s. 1.
4. 1 2  Göllas 2012, s. 76-77.
5. 1 2  ”JonLars”. langhed.se. http://langhed.se/index.php/foer-besoekaren/9-haelsingegardarna/16-haelsingegard-jonlars. Läst 26 juli 2012.
6. ↑  Bedoire 2000, s. 45.
7. ↑  Göllas 2012, s. 67-68.
8. 1 2  Jansson Herlitz 2013, s. 3.
9. ↑  Bedoire, Fredric (2002). ”Förord: Hälsingegårdar i fem socknar”. Hälsingegårdar i fem socknar. Stockholm: Svensk Byggtjänst. sid. 12. Libris 8432796. ISBN 9173329916
10. ↑  Göllas 2012, s. 66-67.
11. ↑  Jansson Herlitz 2013, s. 4.
12. ↑  Göllas 2012, s. 75.